# Fernando Morena
Fernando Morena (Montevideo, 2 februari 1952) is een Uruguayaans voetballer. Hij is de recordtopschutter van de Uruguayaanse competitie met 230 goals in 244 wedstrijden. In zijn bijna 20-jarige carrière scoorde hij 667 keer.

## Clubcarrière
Morena begon zijn carrière bij Racing Montevideo. Na een paar seizoenen bij CA River Plate maakte hij in 1973 de overstap naar CA Peñarol. Bij deze club won hij vier landstitels en was hij topscorer in de Copa Libertadores in 1974 en 1975. Tussen 1973 en 1978 was hij ook zes jaar op rij topschutter in de Uruguayaanse competitie.
Na een Europees avontuur bij Rayo Vallecano en Valencia CF keerde hij terug naar Peñarol om opnieuw twee titels te winnen en de Copa Libertadores en intercontinentale beker. Na nog een Braziliaans en Argentijns avontuur beëindigde hij in 1985 zijn spelerscarrière bij Peñarol.

## Interlandcarrière
Op 27 oktober 1971 maakte hij ook zijn debuut bij het nationale elftal in een wedstrijd tegen Chili. Hij scoorde meteen in zijn eerste wedstrijd. Samen met zijn team nam hij in 1974 deel aan het WK in West-Duitsland. Hij zou 53 interlands spelen en 22 keer scoren waardoor hij de vijfde beste speler in de geschiedenis van het land is.